# شرح المفصل
شرح المفصل هو كتاب في النحو من تأليف ابن يعيش، يشرح كتاب المفصل في صنعة الإعراب للزمخشري.
الكتاب يُعد موسوعة في علم النحو لا يستغني عنها باحث، وقد حاول ابن يعيش أن يكشف ما غمض من عبارة، وأن يبسط القول فيما أوجز المؤلف، وأن يضيف كثيراً من الشواهد التي لم ترد في الأصل، بجانب تحقيق ما ورد فيه من شواهد. ففي هذا الشرح عدد ضخم من الشواهد الشعرية قلما اجتمعت في كتاب آخر من مطولات النحو (فيه ما يقرب من 1400 شاهد)، وقد أثبت الشارح أبياتاً من رواية سيبويه عن العرب، وليست في النسخة المطبوعة. قال ابن يعيش في مقدمته:
فكان شرح المفصل من أهم المراجع في المكتبة العربية.